# 腓力二世·奧古斯都城墙

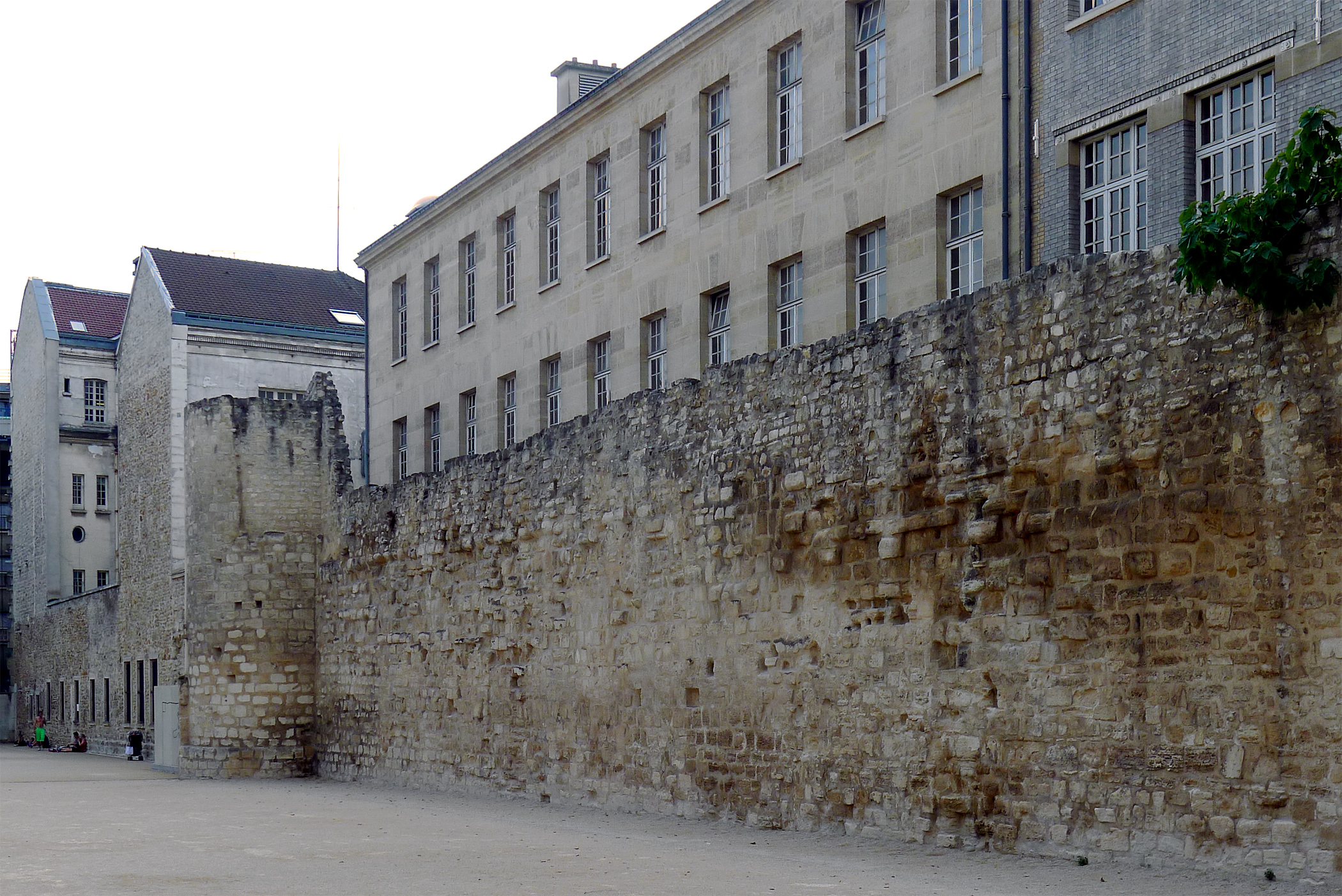
腓力二世·奧古斯都城墙的残余段落，位于巴黎的圣保罗花园路

腓力二世·奧古斯都城墙（法语：Enceinte de Philippe Auguste）是一道中世纪修筑的巴黎城墙。部分已整合到建筑物中。

## 历史
这道城墙是在腓力二世 (法兰西)（腓力·奧古斯都）与英国金雀花王朝之间的战争期间建造的。这位法国国王在前去从事第三次十字军东征之前，下令建造一堵石墙，用于在他不在的情况下来保护法国首都。

### 起源
右岸始建于1190年至1209年，左岸始建于1200年至1215年。完成日期的差异具有战略意义。诺曼底公国掌握在英国金雀花王朝的手中，因此进攻最有可能来自西北。腓力·奧古斯都决定修筑卢浮宫堡垒，以加强城市防御，应对来自塞纳河的攻击。左岸的城市化程度较低，受到威胁的程度也较小，因此被认为没有那么重要。

### 加固

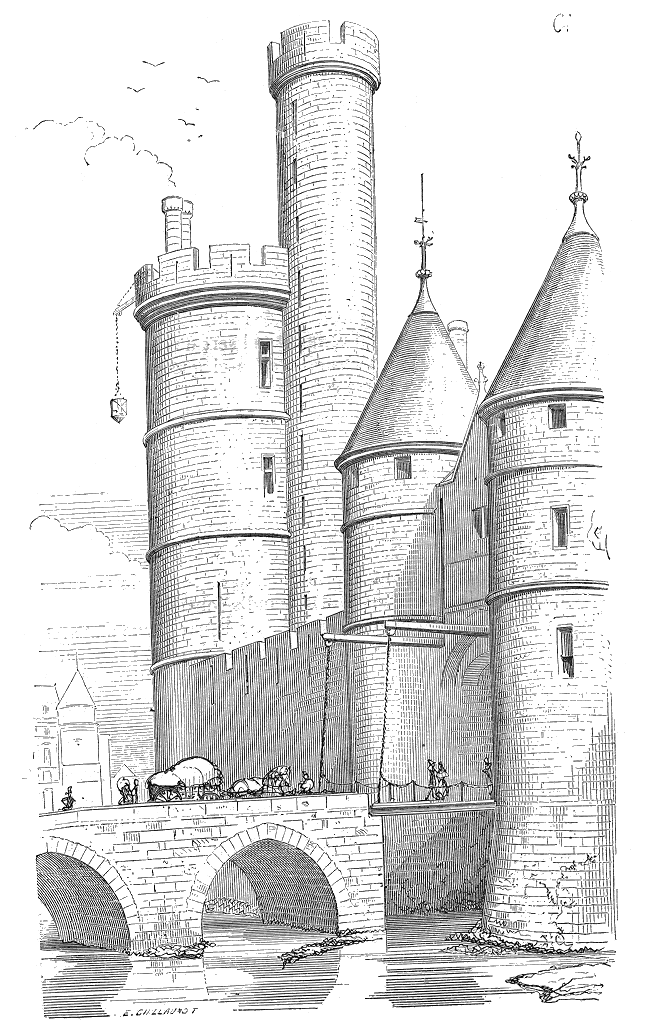
内勒塔，歐仁·維奧萊-勒-杜克绘

在14世纪，在右岸，又在腓力·奧古斯都城墙的外侧修筑了查理五世城墙，但是并没有拆除腓力·奧古斯都城墙。1434年，它仍然被认为足够坚固，足够厚，足以将推车推到顶部。
但是，查理五世城墙并未延伸至左岸，因此，腓力·奧古斯都的旧城墙通过以下方式得到了加强：
- 在城墙的前面开挖一条大的壕沟，并用城墙后面的泥土加固；
- 在城墙的某些段落，还开挖与主沟合并的后沟；
- 淹没与塞纳河水平面相同的那部分沟渠。通过河岸上的闸门，将洪水留在沟渠中；
- 拆除塔楼上的垛口，代之以锥形屋顶；
- 用瓮城、吊桥[1]和吊闸来加固城门；
- 沿着城墙的某些段落建造了围墙步道（chemin de ronde），以方便移动火炮。

### 拆除
1533年，弗朗索瓦一世拆除了右岸的城门，并授权租赁由城墙包围起来的土地，但未授权拆除城墙本身。从16世纪下半叶开始，这些土地出售给个人，这通常是导致大部分城墙被拆除的原因。
亨利四世在位时期，左岸的城墙也遭遇同样的命运。1590年，他更喜欢在城市郊区开挖沟渠，以再次对城墙进行现代化改造。塞纳河附近的沟渠被用作开放式下水道，造成了健康问题，因此在17世纪，这些沟渠被填平，改为有顶的拱廊。在1680年代城墙完全消失之后，最后剩下的城门，也由于不适合不断增长的交通，而被夷为平地。

## 城墙的修筑
腓力·奧古斯都城墙环绕的区域面积占地253公顷；它的长度包括左岸的2500米，和右岸的2600米。 西侧是抵御诺曼底威胁的最薄弱环节。腓力·奧古斯都在塞纳河畔，建造了卢浮宫，周围环绕护城河。修筑工程持续了大约20年，建造成本略高于14,000里弗尔:占13世纪国王年收入的12%。。

### 城墙
这道城墙高度为六到八米，包括护墙，底部厚约三米。它包括两层方石饰面的大石灰石砌块墙，并用粗糙的碎石瓦砾和砂浆填充墙芯。城墙的顶部是一条锯齿状的两米宽的围墙步道。

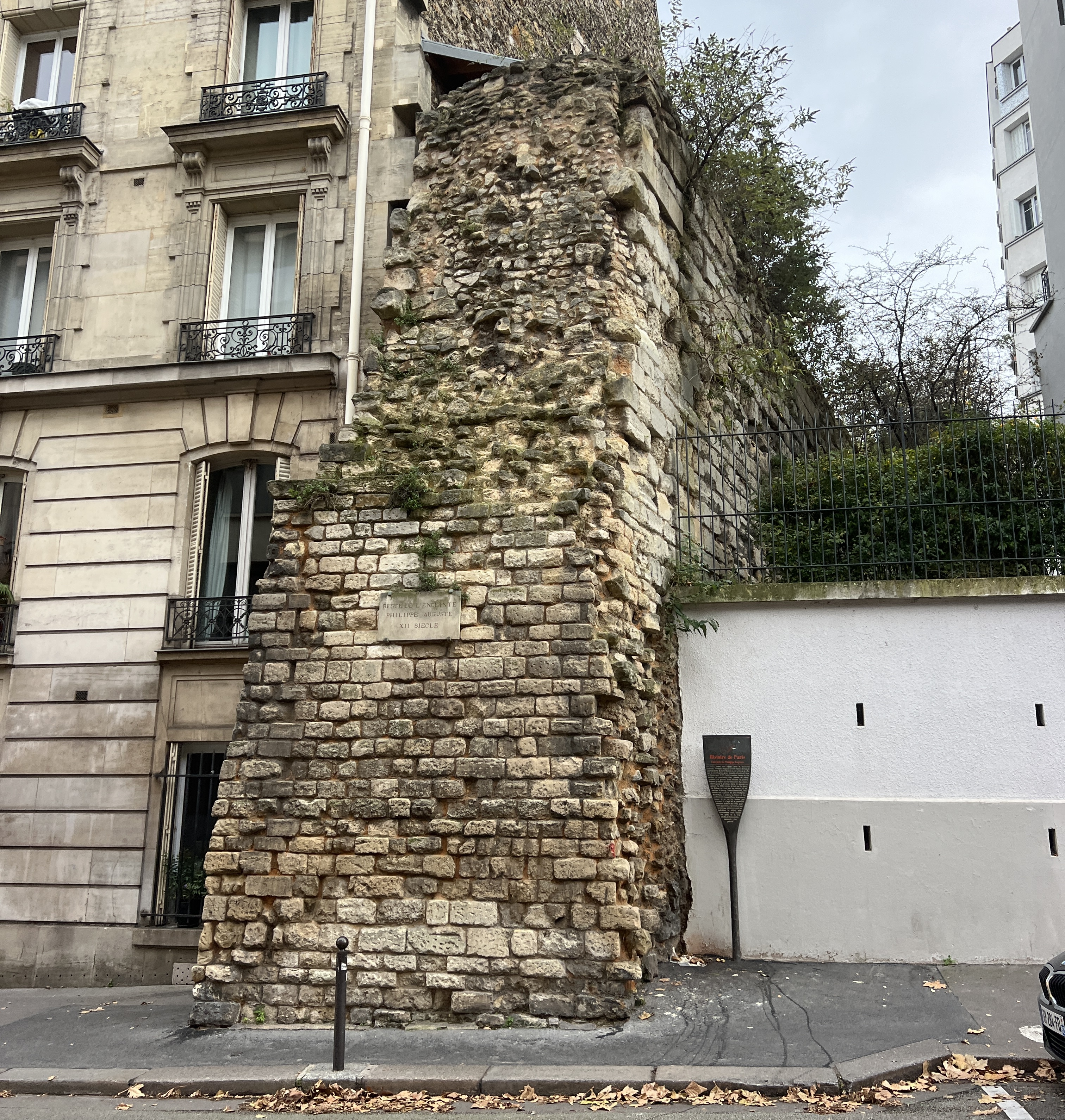
克洛维斯路

### 塔楼和堡垒
城墙共有77个半圆形塔楼，每个间隔60米。每座塔楼高15米，直径6米，墙厚1米。其基座是拱形的，但较高的楼层是木板的。
四座巨大的堡垒塔高25米，直径十米，位于围墙与塞纳河的交汇处。它们的目的是保卫城市免遭河水的袭击。有时会在河上拉起长链，以阻止船只进入。
西侧的塔楼是： 
- Tour du coin，右岸，靠近卢浮宫，弗朗索瓦·密特朗滨河路（Quai François Mitterrand）
- 内勒塔（Tour de Nesle），左岸，孔蒂滨河路（Quai de Conti）

东侧的塔楼是：
- 巴博塔（Tour Barbeau），右岸，策肋定滨河路（Quai Célestins）
- 图尔内勒塔（La Tournelle），左岸，图尔内勒滨河路（Quai de la Tournelle）

### 城门和边门
在通往法国主要城市的道路上，开辟了十五座大型城门。首先，它们是相同的：由两座高15米、直径8米的塔楼，围成一个尖顶的门。在城门内，设置两道吊闸。
城墙上又增加了一些简单的边门，以改善交通。在危急时期，它们可能会被封闭（使用较少或防御性较低的城门也可能被封闭）。但是，有些边门原本就是用于防卫的。

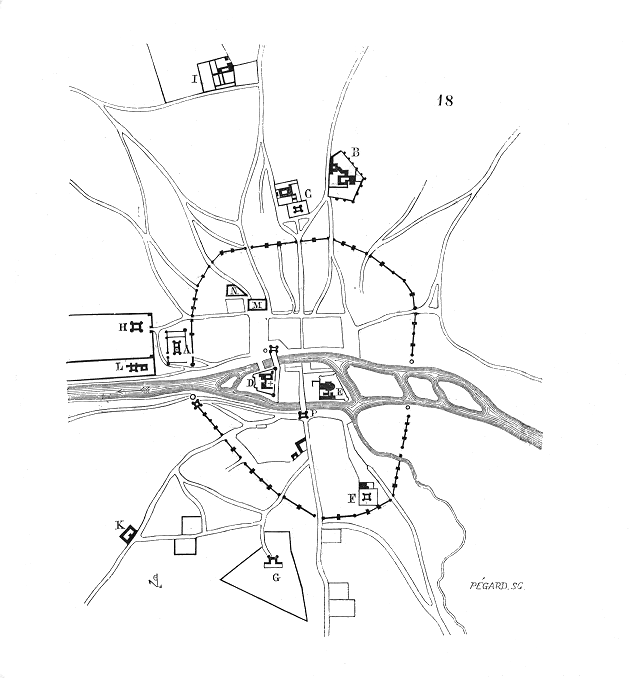
14世纪巴黎地图，歐仁·維奧萊-勒-杜克绘，1856年

## 城墙的痕迹
腓力·奧古斯都城墙贯穿现在的巴黎第一区、巴黎第四区、巴黎第五区和巴黎第六区。
- 左岸：在有些街道的外侧，可以看到这道城墙的痕迹。这些街道有：圣伯纳德城壕路（Rue des Fossés-Saint-Bernard）、勒莫万枢机路（Rue du Cardinal-Lemoine）、布兰维尔路（rue Blainville）、吊刑路（Rue de l'Estrapade）、圣雅克城壕路（Rue des Fossés-Saint-Jacques）、马勒伯朗士路（rue Malebranche）、王子先生路（rue Monsieur-le-Prince）、老喜剧院路（rue de l'Ancienne Comédie）、马扎然路（rue Mazarine）。
- 右岸：所有痕迹已完全消失。它开始于塞纳河，现在的艺术桥（Pont des Arts），大卢浮塔（Grosse Tour du Louvre）的塔基现在仍在卡利庭院（Cour Carrée）下面。城墙向北，然后向东北延伸，以包含圣犹士坦堂 (巴黎)（Église Saint-Eustache），并向东，到埃蒂安·馬塞爾路（rue Étienne-Marcel）和鹅街（rue aux Ours）。在弗朗索瓦·米隆路（rue Francois Miron）的尽头，城墙与圣安托万路（rue Saint-Antoine）相会。城墙穿过圣路易岛，当时是分成两个小岛。

在塞纳河的下游，城墙止于右岸卢浮宫附近的Tour du coin，以及左岸的内勒塔（Tour de Nesle，原名“Tour Hamelin”）。在上游，一串粗大的链条横过塞纳河，连接右岸的巴博塔（Tour Barbeau）与岛上的罗瑞奥克斯塔（Tour Loriaux），再到左岸的图尔内勒。链条安置在木筏上，而木筏停泊在打入河深处的桩堆中。

## 城门

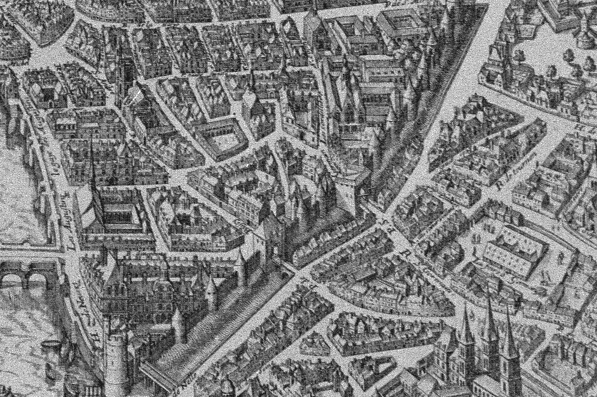

### 左岸城门
最初，左岸只有五个城门：
- 圣日耳曼门（Porte Saint-Germain，于1352年更名为Porte de Buci），在rue Saint-André-des-Arts，靠近多菲内路（rue Dauphine）
- Porte Gibard, Porte d'Enfer, 或圣米歇尔门（Porte Saint-Michel），在圣米歇尔大道（boulevard Saint-Michel）和王子先生路（rue Monsieur-le-Prince）转角处
- 圣雅克门（Porte Saint-Jacques），在圣雅克路（rue Saint-Jacques），向南通往沙特尔和奥尔良，在索弗洛路（rue Soufflot）转角
- Porte Bordet ，或Porte Bordelles，或Porte Saint-Marcel，在笛卡尔路（Rue Descartes），靠近图安路（rue Thouin）
- 圣维克多门（Porte Saint-Victor），学校路（Rue des Écoles），靠近勒莫万枢机路（Rue du Cardinal-Lemoine）

1420年，在圣日耳曼德佩区建造了一座新的城门：科德利埃门（Porte des Cordeliers），在王子先生路（rue Monsieur-le-Prince）和杜普特伦路（rue Dupuytren）转角处。它有时被称为Porte de Buci，以更北面的旧城门命名。
13世纪末，在圣雅克门（Porte Saint-Jacques）以东修建了一个边门，教宗门（Porte Papale） 或圣女日南斐法门（Porte Sainte-Geneviève），在现在的乌尔姆路（Rue d'Ulm）尽头。

### 右岸城门
最初，右岸有六个城门： 

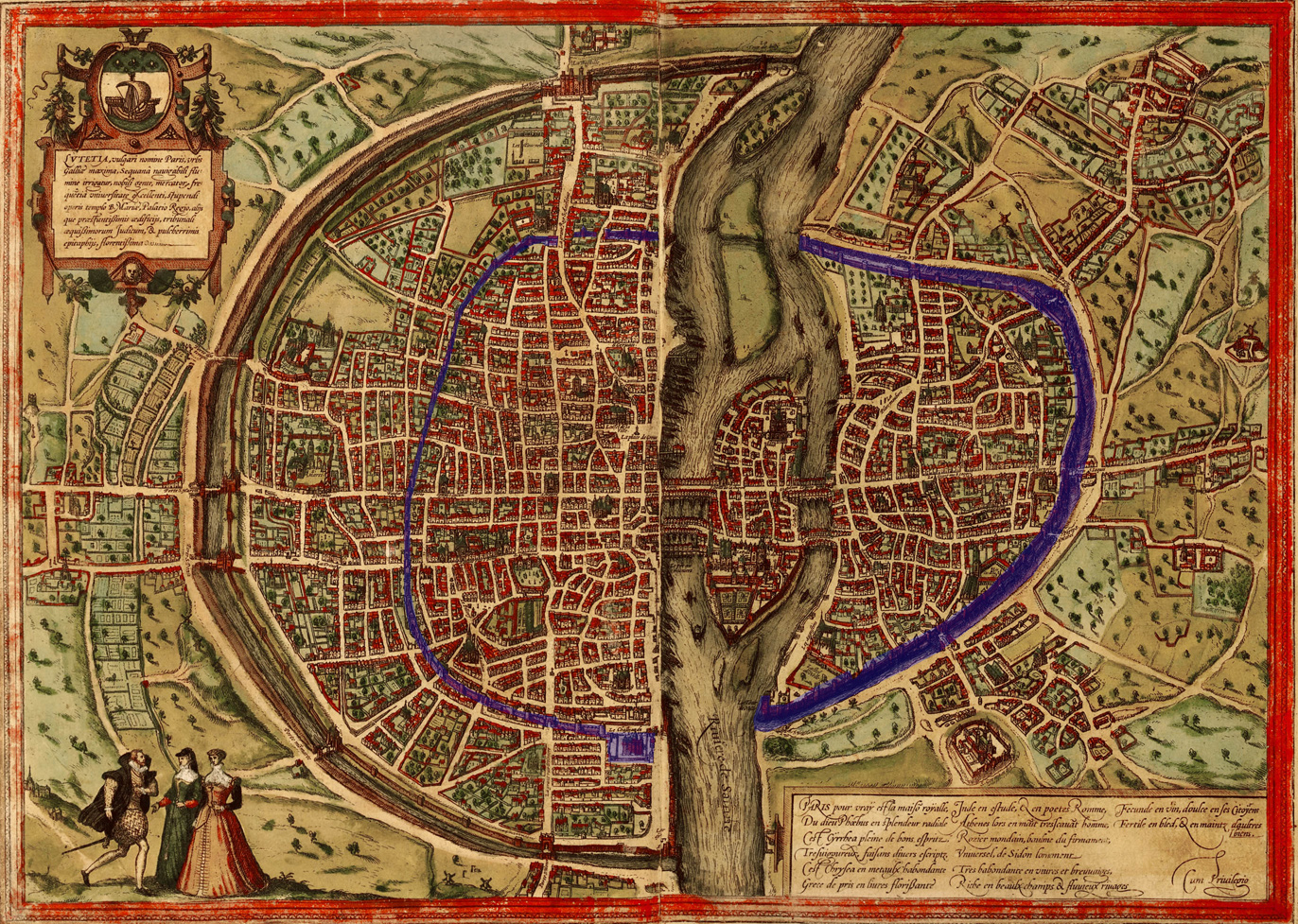
塞巴斯丁·缪斯特的地图（1572年）。腓力·奧古斯都城墙标为蓝色，在右岸，外侧还有查理五世城墙。

- 圣奥诺雷门（Porte Saint-Honoré），在圣奥诺雷路（rue Saint-Honoré）、礼拜堂路（rue de l'Oratoire）
- 蒙马特门（Porte Montmartre），在蒙马特路（rue Montmartre），靠近埃蒂安·马塞尔路（rue Étienne-Marcel）
- 圣但尼门（Porte Saint-Denis）或潘特尔门（Porte aux Peintres），在圣但尼路（Rue Saint-Denis）、图尔比戈路（rue de Turbigo）和潘特尔巷（impasse des Peintres）的交界处。不应将其与查理五世城墙的聖丹尼門混淆，后者在路易十四时期重建，至今仍存在。
- 圣马丁门（Porte Saint-Martin），在圣马丁路（rue Saint-Martin），靠近rue du Grenier-Saint-Lazare。不应将其与路易十四时期重建的查理五世城墙的圣马丁门相混淆，后者今天仍然存在。
- 圣安托万门（Porte Saint-Antoine）, 或 Porte Baudet, 或 Porte Baudoyer，在圣安托万路（rue Saint-Antoine）、塞维涅路（rue de Sévigné）
- 卢浮门（Porte du Louvre），在卢浮宫堡垒与Tour du coin之间，连接城墙与塞纳河。

在圣安托万门和塞纳河之间，修建了两个边门，以及Barbette postern，在rue Vieille-du-Temple，介于白衣路（rue des Blancs-Manteaux）和弗兰克斯·布尔乔瓦路（rue des Francs-Bourgeois）之间
在13世纪，又增加了其他边门：
- Poterne Coquillière，在rue Coquillière，靠近讓-雅克·盧梭路（rue Jean-Jacques-Rousseau）
- Poterne d'Artois，在蒙托格伊路（rue Montorgueil）
- Poterne Beaubourg.

最后的城门开辟于1280年：
- 圣殿门（Porte du Temple），在圣殿路（rue du Temple），介于布拉克路（rue de Braque）和朗布托路（rue Rambuteau）之间

## 残余段落
仍然可以见到城墙的一些段落：

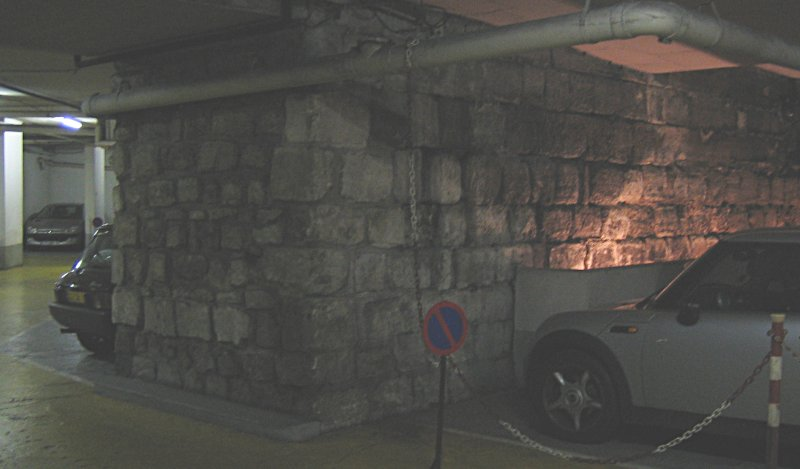
腓力二世·奧古斯都城墙的一段，在老喜剧院街的马扎然停车场

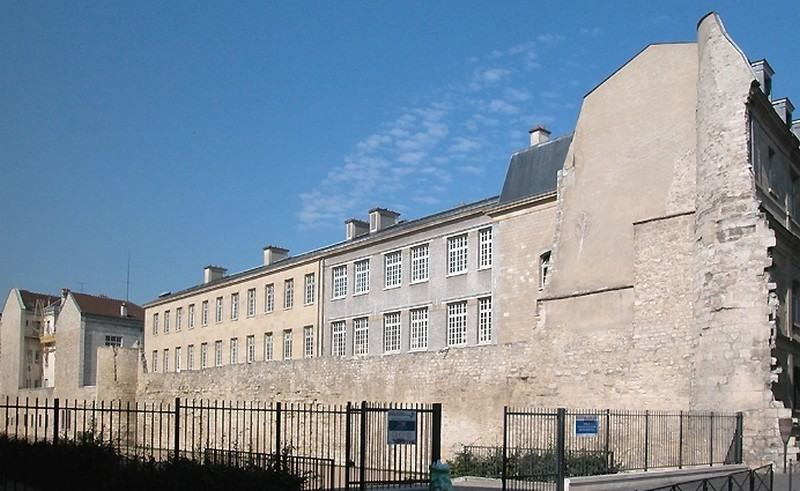
现存最长的一段位于查理曼路和圣保罗花园路转角

- 卢浮路（Rue du Louvre）9–11号：可以看到塔楼的内侧及底部。在修建巴黎地铁14号线，开挖通风井时重新发现。

- 在查理曼路（rue Charlemagne）和圣保罗花园路（rue des Jardins-Saint Paul）的转角处，可以看到最长的一段城墙（60米），以及蒙哥马利塔（Tour Montgomery）的一部分。该塔得名于在一次马上长矛比武中，意外杀死国王亨利二世后，被判入狱的那位苏格兰卫队队长。这座塔楼保卫圣保罗边门（Poterne Saint-Paul），通过一道7.6米高的幕墙，与运动场中间另一座经过修复的塔相连。
- 克洛维斯路（rue Clovis）1-5号：可以看到幕墙保存最完好的部分之一。但是，公众无法进入原始步道。